# Listă de filme thriller din anii 1960
Aceasta este o Listă de filme thriller lansate în anii 1960.
| 1960                              |                        |                                                       |                                                                                    |                                               |
| The 1000 Eyes of Dr. Mabuse       | Fritz Lang             | Gert Fröbe, Dawn Addams, Albert Bessler               | Germania de Vest · Italia · Franța                                                 | Crime thriller                                |
| Classe Tous Risques               | Claude Sautet          | Lino Ventura, Jean-Paul Belmondo, Sandra Milo         | Italia · Franța                                                                    | Crime thriller                                |
| Key Witness                       | Phil Karlson           | Jeffrey Hunter, Dennis Hopper, Joby Baker             | Statele Unite ale Americii                                                         | [ 3 ]                                         |
| Midnight Lace                     | David Miller           | Doris Day, Rex Harrison, John Gavin                   | Statele Unite ale Americii                                                         | [ 4 ]                                         |
| Paris Belongs to Us               | Jacques Rivette        | Betty Schneider, Gianni Esposito, Françoise Prevost   | Franța                                                                             | Psychological thriller                        |
| Peeping Tom                       | Michael Powell         | Karl Heinz Böhm, Moira Shearer, Anna Massey           | Regatul Unit al Marii Britanii și al Irlandei de Nord                              | [ 6 ]                                         |
| Portrait in Black                 | Michael Gordon         | Lana Turner, Anthony Quinn, Sandra Dee                | Statele Unite ale Americii                                                         | Crime thriller                                |
| Psycho                            | Alfred Hitchcock       | Anthony Perkins, Janet Leigh, Vera Miles              | Statele Unite ale Americii                                                         | [ 8 ]                                         |
| Purple Noon                       | René Clément           | Alain Delon, Maurice Ronet, Marie Laforêt             | Franța · Italia                                                                    | [ 9 ]                                         |
| The Sinister Urge                 | Edward D. Wood, Jr.    | Carl Anthony, Conrad Brooks, Kenne Duncan             | Statele Unite ale Americii                                                         | Psychological thriller                        |
| 1961                              |                        |                                                       |                                                                                    |                                               |
| Blast of Silence                  | Allen Baron            | Allen Baron, Molly McCarthy, Larry Tucker             | Statele Unite ale Americii                                                         | Crime thriller                                |
| Five Minutes to Live              | Bill Karn              | Johnny Cash, Donald Woods, Cay Forester               | Statele Unite ale Americii                                                         | [ 12 ]                                        |
| Lemmy pour les dames              | Bernard Borderie       | Eddie Constantine, Françoise Brion, Robert Berri      | Franța                                                                             | [ 13 ]                                        |
| Night Tide                        | Curtis Harrington      | Dennis Hopper, Linda Lawson, Gavin Muir               | Statele Unite ale Americii                                                         | [ 14 ]                                        |
| Pleins feux sur l'assassin        | Georges Franju         | Pierre Brasseur, Pascale Audret, Marianne Koch        | Franța                                                                             | Psychological thriller                        |
| Taste of Fear                     | Seth Holt              | Susan Strasberg, Ronald Lewis, Ann Todd               | Regatul Unit al Marii Britanii și al Irlandei de Nord                              | [ 16 ]                                        |
| Underworld U.S.A.                 | Samuel Fuller          | Cliff Robertson, Dolores Dorn, Beatrice Kay           | Statele Unite ale Americii                                                         | Crime thriller                                |
| 1962                              |                        |                                                       |                                                                                    |                                               |
| The Burning Court                 | Julien Duvivier        | Jean-Claude Brialy, Perette Pradier, Nadja Tiller     | Statele Unite ale Americii · Franța · Italia                                       | [ 18 ]                                        |
| The Cabinet of Caligari           | Roger Kay              | Glynis Johns, Dan O'Herlihy, Dick Davalos             | Regatul Unit al Marii Britanii și al Irlandei de Nord · Statele Unite ale Americii | Psychological thriller                        |
| Cape Fear                         | J. Lee Thompson        | Gregory Peck, Robert Mitchum                          | Statele Unite ale Americii                                                         | [ 20 ]                                        |
| Carnival of Souls                 | Herk Harvey            | Candace Hilligoss, Frances Feist, Sidney Berger       | Statele Unite ale Americii                                                         | Psychological thriller, supernatural thriller |
| Le Doulos                         | Jean-Pierre Melville   | Jean-Paul Belmondo, Serge Reggiani, Monique Hennessy  | Franța · Italia                                                                    | Crime thriller                                |
| Experiment in Terror              | Blake Edwards          | Glenn Ford, Lee Remick, Stefanie Powers               | Statele Unite ale Americii                                                         | [ 23 ]                                        |
| The Manchurian Candidate          | John Frankenheimer     | Frank Sinatra, Laurence Harvey, Janet Leigh           | Statele Unite ale Americii                                                         | [ 24 ]                                        |
| Tales of Terror                   | Roger Corman           | Peter Lorre, Basil Rathbone, Debra Paget              | Statele Unite ale Americii                                                         | [ 25 ]                                        |
| What Ever Happened to Baby Jane?  | Robert Aldrich         | Bette Davis, Joan Crawford, Victor Buono              | Statele Unite ale Americii                                                         | [ 26 ]                                        |
| 1963                              |                        |                                                       |                                                                                    |                                               |
| Charade                           | Stanley Donen          | Cary Grant, Audrey Hepburn, Walter Matthau            | Statele Unite ale Americii                                                         | Comedy thriller                               |
| Children of the Damned            | Tony Leader            | Ian Hendry, Alan Badel, Barbara Ferris                | Regatul Unit al Marii Britanii și al Irlandei de Nord                              | [ 28 ]                                        |
| Le meurtrier                      | Claude Autant-Lara     | Robert Hossein, Marina Vlady, Yvonne Furneaux         | Germania de Vest · Franța · Italia                                                 | [ 29 ]                                        |
| The Girl Who Knew Too Much        | Mario Bava             | Valentina Cortese, Gianni di Benedetto, Dante DiPaolo | Italia                                                                             | [ 30 ]                                        |
| Maniac                            | Michael Carreras       | Kerwin Mathews, Nadia Gray, Donald Houston            | Regatul Unit al Marii Britanii și al Irlandei de Nord · Statele Unite ale Americii | [ 31 ]                                        |
| The Mind Benders                  | Basil Dearden          | Dirk Bogarde, Mary Ure, John Clements                 | Regatul Unit al Marii Britanii și al Irlandei de Nord · Statele Unite ale Americii | Paranoid thriller                             |
| The Prize                         | Mark Robson            | Paul Newman, Edward G. Robinson, Elke Sommer          | Statele Unite ale Americii                                                         | [ 33 ]                                        |
| The Sadist                        | James Landis           | Arch Hall, Jr., Helen Hovey, Richard Alden            | Statele Unite ale Americii                                                         | [ 34 ]                                        |
| Shock Corridor                    | Samuel Fuller          | Peter Breck, Constance Towers, Gene Evans             | Statele Unite ale Americii                                                         | Psychological thriller                        |
| Judex                             | Georges Franju         | Channing Pollock, Francine Bergé, Edith Scob          | Franța · Italia                                                                    | Crime thriller                                |
| X: The Man with X-Ray Eyes        | Roger Corman           | Ray Milland, Diana Van Der Vlis, Harold J. Stone      | Statele Unite ale Americii                                                         | Supernatural thriller                         |
| Youth of the Beast                | Seijun Suzuki          | Joe Shishido                                          | Japonia                                                                            | Crime thriller                                |
| 1964                              |                        |                                                       |                                                                                    |                                               |
| Blood and Black Lace              | Mario Bava             | Cameron Mitchell, Eva Bartok, Thomas Reiner           | Italia · Germania de Vest · Franța                                                 | [ 39 ]                                        |
| Dead Ringer                       | Paul Henreid           | Bette Davis, Karl Malden, Peter Lawford               | Statele Unite ale Americii                                                         | [ 40 ]                                        |
| Dr. Orloff's Monster              | Jesús Franco           | Marcelo Arroita-Jauregui, Hugo Blanco, Perla Cristal  | Austria · Spania                                                                   | Psychological thriller                        |
| Fail-Safe                         | Sidney Lumet           | Henry Fonda, Walter Matthau, Frank Overton            | Statele Unite ale Americii                                                         | [ 42 ]                                        |
| Fantômas                          | André Hunebelle        | Jean Marais, Louis de Funè, Mylène Demongeot          | Franța · Italia                                                                    | Comedy thriller                               |
| Du grabuge chez les veuves'       | Jacques Poitrenaud     | Danielle Darrieux, Dany Carrel, Pascale de Boysson    | Franța · Italia                                                                    | Comedy thriller                               |
| Hush… Hush, Sweet Charlotte       | Robert Aldrich         | Bette Davis, Olivia de Havilland, Joseph Cotten       | Statele Unite ale Americii                                                         | [ 45 ]                                        |
| Joy House                         | René Clément           | Alain Delon, Jane Fonda, Lola Albright                | Franța · Statele Unite ale Americii                                                | [ 46 ]                                        |
| Lady in a Cage                    | Walter E. Grauman      | Olivia de Havilland, Ann Sothern, Jeff Corey          | Statele Unite ale Americii                                                         | [ 47 ]                                        |
| Marnie                            | Alfred Hitchcock       | Tippi Hedren, Sean Connery, Diane Baker               | Statele Unite ale Americii                                                         | Psychological thriller                        |
| Le monocle rit jaune              | Georges Lautner        | Paul Meurisse, Robert Dalban, Olivier Despax          | Franța · Italia                                                                    | Comedy thriller                               |
| Night Must Fall                   | Karel Reisz            | Albert Finney, Susan Hampshire, Mona Washbourne       | Regatul Unit al Marii Britanii și al Irlandei de Nord                              | [ 50 ]                                        |
| The Night Walker                  | William Castle         | Robert Taylor, Barbara Stanwyck, Judi Meredith        | Statele Unite ale Americii                                                         | [ 51 ]                                        |
| Nightmare                         | Freddie Francis        | David Knight, Moira Redmond, Brenda Bruce             | Regatul Unit al Marii Britanii și al Irlandei de Nord                              | [ 52 ]                                        |
| Seven Days in May                 | John Frankenheimer     | Burt Lancaster, Kirk Douglas, Fredric March           | Statele Unite ale Americii                                                         | [ 53 ]                                        |
| Shock Treatment                   | Denis Sanders          | Stuart Whitman, Lauren Bacall, Carol Lynley           | Statele Unite ale Americii                                                         | [ 54 ]                                        |
| Strait-Jacket                     | William Castle         | Joan Crawford, Diane Baker, Leif Erickson             | Statele Unite ale Americii                                                         | [ 55 ]                                        |
| Woman of Straw                    | Basil Dearden          | Gina Lollobrigida, Sean Connery, Ralph Richardson     | Regatul Unit al Marii Britanii și al Irlandei de Nord                              | [ 56 ]                                        |
| 1965                              |                        |                                                       |                                                                                    |                                               |
| The Bedford Incident              | James B. Harris        | Richard Widmark, Sidney Poitier, James MacArthu       | Regatul Unit al Marii Britanii și al Irlandei de Nord · Statele Unite ale Americii | [ 57 ]                                        |
| Bunny Lake Is Missing             | Otto Preminger         | Carol Lynley, Keir Dullea, Laurence Olivier           | Regatul Unit al Marii Britanii și al Irlandei de Nord · Statele Unite ale Americii | Psychological thriller                        |
| The Collector                     | William Wyler          | Terence Stamp, Samantha Eggar, Maurice Dallimore      | Regatul Unit al Marii Britanii și al Irlandei de Nord · Statele Unite ale Americii | [ 59 ]                                        |
| Fanatic                           | Silvio Narizzano       | Tallulah Bankhead, Stefanie Powers, Peter Vaughan     | Regatul Unit al Marii Britanii și al Irlandei de Nord                              | [ 60 ]                                        |
| Fantômas se déchaîne              | André Hunebelle        | Jean Marais, Louis de Funès, Mylène Demongeot         | Franța · Italia                                                                    | Comedy thriller                               |
| Hysteria                          | Freddie Francis        | Robert Webber, Anthony Newlands, Jennifer Jayne       | Regatul Unit al Marii Britanii și al Irlandei de Nord                              | [ 62 ]                                        |
| I Saw What You Did                | William Castle         | Joan Crawford, John Ireland, Leif Erickson            | Statele Unite ale Americii                                                         | [ 63 ]                                        |
| The IPCRESS File                  | Sidney J. Furie        | Michael Caine, Nigel Green, Guy Doleman               | Regatul Unit al Marii Britanii și al Irlandei de Nord                              | [ 64 ]                                        |
| La Métamorphose des cloportes     | Pierre Granier-Deferre | Lino Ventura, Charles Aznavour, Maurice Biraud        | Franța · Italia                                                                    | Crime thriller                                |
| Mirage                            | Edward Dmytryk         | Gregory Peck, Diane Bake, Walter Matthau              | Statele Unite ale Americii                                                         | Psychological thriller                        |
| The Nanny                         | Seth Holt              | Bette Davis, Wendy Craig, Jill Bennett                | Regatul Unit al Marii Britanii și al Irlandei de Nord                              | [ 67 ]                                        |
| Repulsion                         | Roman Polanski         | Catherine Deneuve, Ian Hendry, John Fraser            | Regatul Unit al Marii Britanii și al Irlandei de Nord                              | [ 68 ]                                        |
| The Sleeping Car Murders          | Costa-Gavras           | Yves Montand, Jean-Louis Trintignant, Pierre Mondy    | Franța                                                                             | [ 69 ]                                        |
| Ten Little Indians                | George Pollock         | Hugh O'Brian, Shirley Eaton, Fabian                   | Regatul Unit al Marii Britanii și al Irlandei de Nord                              | [ 70 ]                                        |
| Operațiunea Thunderball           | Terence Young          | Sean Connery, Claudine Auger, Adolfo Celi             | Regatul Unit al Marii Britanii și al Irlandei de Nord                              | Action thriller                               |
| 1966                              |                        |                                                       |                                                                                    |                                               |
| Arabesque                         | Stanley Donen          | Gregory Peck, Sophia Loren, Alan Badel                | Regatul Unit al Marii Britanii și al Irlandei de Nord · Statele Unite ale Americii | [ 72 ]                                        |
| Blow-Up                           | Michelangelo Antonioni | David Hemmings, Vanessa Redgrave, Sarah Miles         | Regatul Unit al Marii Britanii și al Irlandei de Nord · Italia                     | Psychological thriller                        |
| Cul-de-sac                        | Roman Polanski         | Donald Pleasence, Françoise Dorléac, Lionel Stander   | Regatul Unit al Marii Britanii și al Irlandei de Nord                              | Comedy thriller                               |
| Le Deuxième souffle               | Jean-Pierre Melville   | Lino Ventura, Paul Meurisse, Raymond Pellegrin        | Franța                                                                             | Crime thriller                                |
| Funeral in Berlin                 | Guy Hamilton           | Michael Caine, Paul Hubschmid, Oscar Homolka          | Regatul Unit al Marii Britanii și al Irlandei de Nord                              | [ 76 ]                                        |
| Gambit                            | Ronald Neame           | Shirley MacLaine, Michael Caine, Herbert Lom          | Statele Unite ale Americii                                                         | Comedy thriller                               |
| Made in U.S.A                     | Jean-Luc Godard        | Anna Karina, Jean-Pierre Léaud, László Szabó          | Franța                                                                             | Crime thriller                                |
| Seconds                           | John Frankenheimer     | Rock Hudson, Salome Jens, John Randolph               | Statele Unite ale Americii                                                         | [ 79 ]                                        |
| Tokyo Drifter                     | Seijun Suzuki          | Tetsuya Watari, Tamio Kawachi, Hideaki Nitani         | Japonia                                                                            | Crime thriller                                |
| Torn Curtain                      | Alfred Hitchcock       | Paul Newman, Julie Andrews, Lila Kedrova              | Statele Unite ale Americii                                                         | [ 81 ]                                        |
| 1967                              |                        |                                                       |                                                                                    |                                               |
| Branded to Kill                   | Seijun Suzuki          | Joe Shishido, Koji Nanbara, Annu Mari, Mariko Ogawa   | Japonia                                                                            | Crime thriller                                |
| The Champagne Murders             | Claude Chabrol         | Anthony Perkins, Maurice Ronet, Yvonne Furneaux       | Franța                                                                             | Psychological thriller                        |
| Col Cuore in Gola                 | Tinto Brass            | Jean-Louis Trintignant, Ewa Aulin, Roberto Bisacco    | Italia · Franța                                                                    | [ 84 ]                                        |
| Diabolically Yours                | Julien Duvivier        | Senta Berger, Alain Delon, Sergio Fantoni             | Franța · Italia · Germania de Vest                                                 | [ 85 ]                                        |
| Fantômas contre Scotland Yard     | André Hunebelle        | Jean Marais, Louis de Funès, Mylène Demongeot         | Franța                                                                             | Comedy thriller                               |
| Games                             | Curtis Harrington      | Simone Signoret, James Caan, Katharine Ross           | Statele Unite ale Americii                                                         | [ 87 ]                                        |
| Grand Slam                        | Giuliano Montaldo      | Edward G. Robinson                                    | Italia · Germania de Vest · Spania                                                 | Crime thriller                                |
| The Incident                      | Larry Peerce           | Tony Musante, Martin Sheen, Beau Bridges              | Statele Unite ale Americii                                                         | [ 89 ]                                        |
| The Night of the Generals         | Anatole Litvak         | Peter O'Toole, Omar Sharif, Tom Courtenay             | Franța · Regatul Unit al Marii Britanii și al Irlandei de Nord                     | Psychological thriller                        |
| Point Blank                       | John Boorman           | Lee Marvin, Angie Dickinson, Keenan Wynn              | Statele Unite ale Americii                                                         | Crime thriller                                |
| La route de Corinthe              | Claude Chabrol         | Maurice Ronet, Jean Seberg, Michel Bouquet            | Germania de Vest · Franța · Italia · Grecia                                        | [ 92 ]                                        |
| Le Samouraï                       | Jean-Pierre Melville   | Alain Delon, Nathalie Delon, Cathy Rosier             | Franța · Italia                                                                    | [ 93 ]                                        |
| Tony Rome                         | Gordon M. Douglas      | Frank Sinatra, Jill St. John, Richard Conte           | Statele Unite ale Americii                                                         | [ 94 ]                                        |
| Wait Until Dark                   | Terence Young          | Audrey Hepburn, Alan Arkin, Richard Crenna            | Statele Unite ale Americii                                                         | [ 95 ]                                        |
| 1968                              |                        |                                                       |                                                                                    |                                               |
| Adieu l'ami                       | Jean Herman            | Alain Delon, Charles Bronson, Olga Georges-Picot      | Franța · Italia                                                                    | [ 96 ]                                        |
| The Bride Wore Black              | François Truffaut      | Jeanne Moreau, Claude Rich, Jean-Claude Brialy        | Franța · Italia                                                                    | [ 97 ]                                        |
| Bullitt                           | Peter Yates            | Steve McQueen, Robert Vaughn, Jacqueline Bisset       | Statele Unite ale Americii                                                         | [ 98 ]                                        |
| Il dolce corpo di Deborah         | Romolo Guerrieri       | Carroll Baker, Jean Sorel, Evelyn Stewart             | Italia · Franța                                                                    | [ 99 ]                                        |
| Il giorno della civetta           | Damiano Damiani        | Claudia Cardinale, Franco Nero, Lee J. Cobb           | Italia · Franța                                                                    | Crime thriller                                |
| Ice Station Zebra                 | John Sturges           | Rock Hudson, Ernest Borgnine, Patrick McGoohan        | Statele Unite ale Americii                                                         | Action thriller                               |
| Lady In Cement                    | Gordon M. Douglas      | Frank Sinatra, Raquel Welch, Richard Conte            | Statele Unite ale Americii                                                         | [ 102 ]                                       |
| Madigan                           | Don Siegel             | Richard Widmark, Henry Fonda, Inger Stevens           | Statele Unite ale Americii                                                         | [ 103 ]                                       |
| No Way to Treat a Lady            | Jack Smight            | Rod Steiger, Lee Remick, George Segal                 | Statele Unite ale Americii                                                         | Comedy thriller                               |
| Nude... si muore                  | Anthony M. Dawson      | Michael Rennie, Mark Damon, Eleanora Brown            | Italia · Statele Unite ale Americii                                                | [ 105 ]                                       |
| Pretty Poison                     | Noel Black             | Anthony Perkins, Tuesday Weld, Beverly Garland        | Statele Unite ale Americii                                                         | [ 106 ]                                       |
| Psych-Out                         | Richard Rush           | Susan Strasberg, Dean Stockwell, Jack Nicholson       | Statele Unite ale Americii                                                         | Crime thriller                                |
| Rosemary's Baby                   | Roman Polanski         | Mia Farrow, John Cassavetes, Ruth Gordon              | Statele Unite ale Americii                                                         | Psychological thriller                        |
| Targets                           | Peter Bogdanovich      | Boris Karloff, Tim O'Kelly, Nancy Hsueh               | Statele Unite ale Americii                                                         | [ 109 ]                                       |
| Twisted Nerve                     | Roy Boulting           | Hayley Mills, Hywel Bennett, Billie Whitelaw          | Regatul Unit al Marii Britanii și al Irlandei de Nord                              | [ 110 ]                                       |
| 1969                              |                        |                                                       |                                                                                    |                                               |
| The Bird with the Crystal Plumage | Dario Argento          | Tony Musante, Suzy Kendall, Eva Renzi                 | Italia · Germania de Vest                                                          | [ 111 ]                                       |
| Paroxismus                        | Jesús Franco           | James Darren, Barbara McNair, Klaus Kinski            | Germania de Vest · Italia · Regatul Unit al Marii Britanii și al Irlandei de Nord  | [ 112 ]                                       |
| A Quiet Place in the Country      | Elio Petri             | Franco Nero, Vanessa Redgrave, Georges Géret          | Italia · Franța                                                                    | [ 113 ]                                       |
| This Man Must Die                 | Claude Chabrol         | Michel Duchaussoy, Caroline Cellier, Jean Yanne       | Franța · Italia                                                                    | [ 114 ]                                       |
| Topaz                             | Alfred Hitchcock       | Frederick Stafford, Dany Robin, John Vernon           | Regatul Unit al Marii Britanii și al Irlandei de Nord · Statele Unite ale Americii | Political thriller                            |
| What Ever Happened to Aunt Alice? | Lee H. Katzin          | Geraldine Page, Ruth Gordon, Rosemary Forsyth         | Statele Unite ale Americii                                                         | [ 116 ]                                       |
| Z                                 | Costa-Gavras           | Yves Montand, Irene Papas, Jean-Louis Trintignant     | Franța · Algeria                                                                   | [ 117 ]                                       |